# 原蟹總科
原蟹總科（學名：Eocarcinoidea）是十足目腹胚亞目異尾下目之下一個已滅絕的分類，旗下的物種皆已滅絕，只有化石存世。
原蟹總科之下的主要物種是原蟹科（Eocarcinus）及另一個化石物種科（Platykottidae）。這個原蟹科之下只有一個物種，最初被認為是最早的真蟹，因以為名。後來才發現其實應該被歸入異尾下目之下，而不是螃蟹的短尾下目。

## 外部連結
- 维基共享资源上的相關多媒體資源：原蟹總科